# Milano-Torino 1932
La Milano-Torino 1932, ventesima edizione della corsa, si svolse il 10 aprile 1932 su un percorso di 200 km con partenza a Milano e arrivo a Torino. Fu vinta dall'italiano Giuseppe Olmo, che completò il percorso in 6h18'47", precedendo in volata i connazionali Giuseppe Graglia e Giuseppe Martano.
Organizzata dalla S.C. Paracchi di Torino, coadiuvata dalla U.S. Milanese, fu riservata a ciclisti indipendenti e dilettanti.

## Percorso
Dopo il via dal Poligono di Boldinasco a Milano, il percorso attraversò Castellanza, Somma Lombardo, Oleggio Castello, Borgomanero, Romagnano Sesia, Biella, la salita della Serra d'Ivrea (unica asperità di giornata), Ivrea e Chivasso; da lì si avviò verso il Motovelodromo torinese, sede del traguardo dopo 200 km di gara.

## Ordine d'arrivo (Top 10)
| Pos. | Corridore         | Squadra        | Tempo    |
| ---- | ----------------- | -------------- | -------- |
| 1    | Giuseppe Olmo     | U.S. Milanese  | 6h18'57" |
| 2    | Giuseppe Graglia  | S.C. Vigor     | s.t.     |
| 3    | Giuseppe Martano  | Italia         | s.t.     |
| 4    | Domenico Oggero   | G.S. Spa       | s.t.     |
| 5    | Pietro Rimoldi    | U.S. Legnanese | s.t.     |
| 6    | Pierino Ferioli   | U.S. Legnanese | s.t.     |
| 7    | Antonio Folco     | S.C. Paracchi  | s.t.     |
| 8    | Enrico Mara       | S.C. Mara      | s.t.     |
| 9    | Aurelio Menegazzi | S.C. Genova    | s.t.     |
| 10   | Luigi Stefanazzi  | U.S. Legnanese | s.t.     |